# Мудрый, Василий Николаевич
Васи́лий Николаевич Му́дрый (укр. Василь Миколайович Мудрий, пол. Wasyl Mudry; 19 марта 1893, Окно близ Скалата — 19 марта 1966, Йонкерс) — украинский общественный и политический деятель, журналист, депутат сейма IV и V каденции периода Второй Речи Посполитой, вице-маршалок сейма.

## Биография
Происходил из крестьянской семьи. В 1917—1920 годах работал в правительстве Украинской Народной Республики и входил в состав правительства Симона Петлюры.
В 1921—1933 годах был активистом общества «Просвита». В 1921—1925 годах был казначеем и секретарём украинского тайного университета во Львове. В 1927—1935 годах — редактор газеты «Діло» (формально занимал эту должность до 1939 года). С 1935 по 1939 год был председателем Украинского национально-демократического объединения (УНДО) и вице-маршалком сейма, в 1935—1939 годах — президентом так называемого Украинского парламентского представительства, а также членом Комитета по иностранным делам.
В 1941 году был назначен секретарём Украинского национального комитета. В 1942—1943 годах снимал кино во Львове. С июля 1944 года был вице-президентом УГОС. С 1945 года находился в эмиграции, сначала в Германии, а с 1949 года — в США. В эмиграции реформировал структуру УНДО и был его председателем в течение всей жизни. В США занимал должность директора канцелярии Украинского комитета конгресса.
Автор работы об Иване Франко: «Іван Франко як громадський діяч» (1957) и множества журналистских статей.